# Казали дель Драго, Джованни Баттиста
Джованни Баттиста Казали дель Драго (итал. Giovanni Battista Casali del Drago; 30 января 1838, Рим, Папская область — 17 марта 1908, Рим, королевство Италия) — итальянский куриальный кардинал.  Титулярный латинский патриарх Константинопольский с 29 ноября 1895 по 22 июня 1899. Камерленго Священной Коллегии Кардиналов с 15 апреля 1901 по 9 июня 1902. Кардинал-священник с 19 июня 1899, с титулом церкви Санта-Мария-делла-Виттория с 22 июня 1899. 